# إله الحرب (لعبة فيديو 2018)
إله الحرب 4 (بالإنجليزية: God of War 4)‏، هي لعبة فيديو إلكترونية من نوع تصويب منظور الشخص الثالث و أكشن-مغامرات، وهو الجزء الرابع الرئيسي من سلسلة إله الحرب تم تطويرها من قبل شركة إس سي إي سانتا مونيكا ستوديو الأمريكية، وبإخراج كوري بارلوغ، تم إصدارها في السوق العالمية من قبل سوني إنتراكتيف إنترتينمنت يوم 20 أبريل 2018 لجهاز بلايستيشن 4.

## قصة اللعبة
مرّت أعوامٌ على انتقام المحارب الإسبرطيّ وإله الحرب اليونانيِّ السابق كراتوس من الآلهة الإغريقيّة، وها نحن نراه الآن وهو يسكن في بيتٍ مع ولده آتْرِيُوْس في النرويج القديمة، في عالم ميدغارد. أمّا حليلة كراتوس الثانية وأُمُّ ولده، فايا، فقد كانت مُتوفّاة، العملاقةُ المحاربةُ التي تمنّت قبل قبض روحها أن يُنشَر رماد جسدها من على أرقى قمّةٍ في العوالم التِّسع. فأخذ الزّوجُ المُغتمُّ وابنُه يجهّزان مَحرَقةً ليحرقا جثّة فايا، مُتوشّحَينِ بالحزن والأسى. وبعدها يأخذ الوالدُ ولدَه في رحلة صيدٍ، مقامَ اختبارٍ له، ولكنّ الشبل أخفق، موضّحًا في هذه المطاردة أنّه يفتقد الأهلية والتركيز المطلوبَينِ، مما يجعل كراتوس يراجع رأيه حول اصطحابه معه خلال الرّحلة الأكبر. وبعد أمدٍ غيرِ بعيد، ألفى كراتوس رجلًا ذا قوّةٍ جبّارةٍ تضاهي قوى الآلهة، ميّتَ الشُّعور لا يحسّ بالألم، فاحتدم بين الرجلين عراكٌ أسفر عن مصرع الرجل الأجنبيّ، أو ما يبدو أنه مصرع. فبرح كراتوس وابنه المكان وخطيا أُولى خطى رحلتهما.[بحاجة لمصدر]
لاقى الاثنان في الرّحلةِ عقباتٍ، كُلّ عقبةٍ تلي أختَها، ولم تحجرهم عن شقّ طريقهم البتة، بل أفنوا ما فيه حياة، واجتازوا ما عرقلهم، ولم يألوا جهدًا. وألفيا في مسيرتهما شقيقين قزمين (من أقزام هولدرا)، بروك وسيندري، اللّذَيْنِ امتهنا مهنة صياغة الأسلحة وتحسينها، فأخذا يطوّران أسلحة كراتوس وولده خلال الرحلة. وقابلا أيضًا امرأةً دمِثة الخُلُق غامضةً، يطلق عليها لقب "ساحرة الغابات"، التي هي كذلك مدّت لهما يد العون بطريقتها الخاصّة، خصوصًا بعد أنقذوا خنزيرها البري، الذي أصابه آتريوس خطأً. وفي طريقهما إلى بحيرة العوالم التّسع، صادفا أفعوانًا عظيمًا، لم يكن العداء ظاهرًا عليه، وهو أفعوان العالم يورمونغاند، العملاق الوحيد الذي لم تعصف به ريح الموت. ماضيين في طريقهم، وجدا سديمًا متبلّدًا، لا ينفذ فيه ضوء، ولا يمكن أن يتلاشى إلا بنور آلفهايم، وبعدها جاءت الساحرة لتسعفهما في رحلتهم فتمدّهما ببيفروست، وهو أثرٌ يمكّنهما من الارتحال إلى عالم آلفهايم وحماية النور هناك. شقا طريقهما في السديم، ووصلا قمة ميدغارد، وصادفا هناك نفس الرجل الأجنبي الذي قاتلهم قبلًا، وهو حي يرزق، ومعه تابعان، ابنا ثور مودي وماغني، واقفين يحققون مع رجل مقيّد بالأصفاد، يُعرف بعدئذٍ باسم ميمير.[بحاجة لمصدر]
وبعد مغادرة الرجل وابني أخيه، يتقدم كراتوس وابنه ليلتقيا بميمير، وقد أخبرهما عن هوية الرجل الذي كان يحقق معه، وهو بالدور، إيسرُ وابنٌ لملك آسغارد وكبيرِ الآلهة أودن. ويُعلمهما أن أعلى قمة في العوام التسع تتواجد في يوتنهايم، إلا أن السبيل إليها منقطع، بفعلٍ من أودن وثور. ولكنّ ميمير يعرف سبيلًا غيره، ولكن أوّلًا، طلب من كراتوس أن يقطع رأسه ويحييه مجدّدًا، والذي أحيته الساحرة فريا، إلاهة من الفانير. لم يطمئنّ كراتوس لهذه الساحرة، ولم يثق، وراحت تخبره هي وميميرُ أنّ عليه ألا يستمرّ بالتكتم وإخفاء سر كونه إلهًا على ابنه آتريوس.[بحاجة لمصدر]
مضى إله الحرب ونجله ورأس صاحبهما في مسيرتهم، باحثين عن العناصر اللازمة لفتح بوابة يوتنهايم، وإذا بابني ثور مودي وماغني يثبّطونهم ويشرعون بعراك معهم. صُرِع ماغني على يد كراتوس، ولكن شقيقه مودي هرب، مترصّدًا لهم بكمين فيما بعد، ولكن قدر كراتوس على صده. وإذا بابنه، قد أصابه مرض نجم عن تناقض في عقله، بأنه إله يعتقد نفسه أنه خالد. أوصت فريا كراتوس أن يذهب لترولٍ مخصوص يقبع في هلهايم، ليجلب قلبه. ولكن فأسه اللويثانيّ لا نفع به هناك. فرجع كراتوس لبيته وأخرج أسلحته القديمة، نصلي الشواش، وعقب ذلك تردّد شبح أثينا له. وبعد أن جلب القلب، انتابه بعدُ شبح والده زيوس. وإذ تشافى آتروس وعاد سليمًا، يخبره والده ويكشف له بأنه إله. أصاب آتريوس الغرور بعد علمه بهذا، وصاحبه غروره طوال الرحلة أكثر فأكثر، وعلا به حتى أنه امتنع عن الانصياع لأمر أبيه، وراح يقتل مودي بحالته الضعيفة. وفي قمة ميدغارد، صدّهم بالدورُ وأعاق طريقهم. وبحماقةٍ، يبدأ آتريوس عراكًا مع بالدور، والأخير دمر البوابة المؤدية لليوتنهايم وأرسل بالثلاثة وبنفسه إلى هيلهايم.[بحاجة لمصدر]
كفّر آتريوس عن أخطائه لوالده، وعلموا أثناء هروبهم من هيلهايم أن بالدور هو ابن الساحرة فريا. إنّ بالدور لا يقهر ولا يشعر بالألم، كل هذا لأن أمه أرادت حمايته، وألا يؤذيه شرٌّ أبدًا، حيث ألقت عليه تعويذة تمدّه بهذه القدرة، ولكن من جانب آخر، قد عدمته الشعور بمتعة الحياة وسعادتها، الأمر الذي جعله يبغضها. وفي عودة الثلاثةِ لميدغارد، أدرك ميمير أن هنالك سبيلًا آخر ليوتنهايم، إلا إنه يحتاج عينه المفقودة. وعينه قد ابتعلها الأفعوان العظيم يورمونغاند بغير قصد بعد ابتلاعه تمثال ثور، فراح كراتوس واستردّها. وبعدها، عاد بالدور كرّةً أخرى ليهاجمهم، ولكن فريا تدخلت في المعترك لتحمي ولدها. وأثناء الصراع، رمى آتريوس سهمًا أصاب بالدور، فانكسرت تعويذة فريا عليه؛ لأنه سهمُ صُنِع من الدبق.[بحاجة لمصدر]
وبعد أن شبّ الصراع، واشتدّ القراع، سقط بالدور أرضًا. ورغم عناده وتعنّته، أعطاه كراتوس فرصة ليحسنَ التّصرّف، إلا أن وحشيّته بلغت ذُروتَها، فقدم إلى خنق أمّهِ فريا، الأمر الذي دفع كراتوس ليبطش بروحه. انفجعت فريا بمَنيّةِ ولدها، وأقسمت أن تثأر له، وراحت تسخر من قاتله، كراتوس، وكتمانِه حقيقته المُرّة عن ولده آتريوس. ولكنّ الوالد يفشي السرَّ لولده، ويخبره عن ماضيه، بنبرةٍ أرضُها الندم، يخبره عن قتله الآلهة الإغريقيّين، وقتله من استحق القتل، ومن لم يستحقه، وأخيرًا، يفشي له عن قتله والدِه، زيوس. اعترت آتريوس الصدمةُ فالأسف، لكنّ والده هدّأَ من روعه، وأعلمه أنّ المرء يختار من يكون عليه، ولم يكن قطُّ مجبرًا على التمسّك بخطايا أسلافه. غادرت فريا الرّهطَ بصمتٍ غائر، حاملةً ابنها المصروع. وبعد بروحها، رجا ميمير أن تعي فريا ما حدث، وأن ما فعله كراتوس كان هو الصواب.[بحاجة لمصدر]
وبعد اللَّتَيَّا والَّتِي، يصل الثلاثُ إلى يوتنهايم، وشاءت الصدفةُ أن  يدخلوا معبدًا، رُسِمَت على جدرانِه صورٌ زيتيّةٌ تصوّر المغامرةَ التي خاضها كلٌّ من كراتوس وابنه، وأنّ العمالقةَ تكهّنوا بكلِّ الذي جرى وسيجري برسوماتٍ رامزة. ويكتشف آتريوس، بدلالةٍ من صورة جدارية، أن والدته فايا كانت من العمالقة، الأمر الذي يجعله نصف إله ونصف بشريّ ونصف عملاق. ونظروا صورةً تصوّر بالدور وهو يقاتلهم، وقد أوضحتْ أنّه كان يقتفي أثر فايا كل هذا الزّمن، غيرَ عالمٍ أنها ميّتة. ويُكشَفُ للصّبيّ أن والدته قد سمّته لوكي، بجانب اسمه المنادى به، آتريوس. وما إن انتهوا من تحرّي المعبد حتى حان الوقت لإيفائهما بوعدهما، ألا وهو نثر رماد جسد فايا من فوق القمة الأرقى، التي تطالُ على وادٍ يفترشه العمالقةُ وهم صرعى. وثمّ يخبر كراتوس ولده أن اسمه، آتريوس، كان قد أُطلِق عليه تيمّنًا برفيق حربٍ إسبرطيّ رافق أباه. وبعد عودتهم إلى ميدغارد، أنذر ميمير بأنّ ناقوس الخطر سيُدَقُّ صادعًا؛ فالشّتاءُ العظيمُ (فيمبولوينتر) قد حانت بدايته، ما يعني أنّ شرارة نكباتِ راغناروك ستُقدَح، وقد كان مُستبعَدًا حدوثُها لمئةٍ من السنينِ أُخَر.[بحاجة لمصدر]
وفي خاتمةِ اللُّعبة السّرّيَّة، وبعد إيابِ كلٍّ من كراتوس وولده إلى مسكنهما وأخذهما قسطًا من الرّاحة، رأى آتريوس في منامه أنّ آخرة الشّتاء العظيم قد دنت، وحينئذٍ، يبرز للوالد ونجله إلهُ الرّعدِ الصارمُ ثور، وفي يده مطرقته الهاشمة ذات الصواعق.

## الاستقبال
| استقبال |         |
| --- | ------- |
| مجموع النقاط المجموع نقاط ميتاكريتيك 94/100 [ 5 ] نتائج المراجعة نشرة نقاط دستركتويد 10/10 [ 6 ] إلكترونك غيمينغ مونثلي 9.5/10 [ 7 ] غيم إنفورمر 9.75/10 [ 8 ] غيم ريفولوشن [ 9 ] غيم سبوت 9/10 [ 10 ] غيمز رادار [ 11 ] جاينت بومب [ 12 ] آي جي إن 10/10 [ 13 ] بوليغون 10/10 [ 14 ] الغارديان [ 15 ] غيمر نيتورك [ 16 ] ديلي تلغراف [ 17 ] |         |
| مجموع النقاط |         |
| المجموع | نقاط    |
| ميتاكريتيك | 94/100  |
| نتائج المراجعة |         |
| نشرة | نقاط    |
| دستركتويد | 10/10   |
| إلكترونك غيمينغ مونثلي | 9.5/10  |
| غيم إنفورمر | 9.75/10 |
| غيم ريفولوشن | [ 9 ]   |
| غيم سبوت | 9/10    |
| غيمز رادار | [ 11 ]  |
| جاينت بومب | [ 12 ]  |
| آي جي إن | 10/10   |
| بوليغون | 10/10   |
| الغارديان | [ 15 ]  |
| غيمر نيتورك | [ 16 ]  |
| ديلي تلغراف | [ 17 ]  |

تلقت إله الحرب «إشادة عالمية» وفقًا لمجمع المراجعات ميتاكريتيك، حصلت على متوسط تقييم 94 من 100 بناءً على 118 ناقد، كما حصلت على 9.2 من 10 من قبل تقييمات اللاعبين، مما يجعلها واحدة من أعلى الألعاب تقييمًا في الجيل الماضي.

### المبيعات
باعت اللعبة أكثر من 3.1 مليون نسخة حول العالم في غضون ثلاثة أيام من إصدارها، مما يجعلها أسرع لعبة حصرية لبلاي ستيشن 4 مبيعًا في ذلك الوقت.
حققت اللعبة أداءً تجاريًا جيدًا، حيث بيعت أكثر من خمسة ملايين نسخة في غضون شهر من إصدارها وأكثر من 19.5 مليون نسخة بحلول أغسطس 2021 ، مما يجعلها لعبة بلاي ستيشن 4 الأكثر مبيعًا بالإضافة إلى اللعبة الأكثر مبيعًا في السلسلة.